# سولو (آرکانزاس)
سولو (به انگلیسی: Solo) یک منطقهٔ مسکونی در ایالات متحده آمریکا است که در شهرستان پوپ، آرکانزاس واقع شده‌است. سولو ۴۹۹٫۸۸ متر بالاتر از سطح دریا واقع شده‌است.